# ライン・マイン・ドナウ運河
座標: 北緯49度11分30秒 東経11度15分3秒 / 北緯49.19167度 東経11.25083度

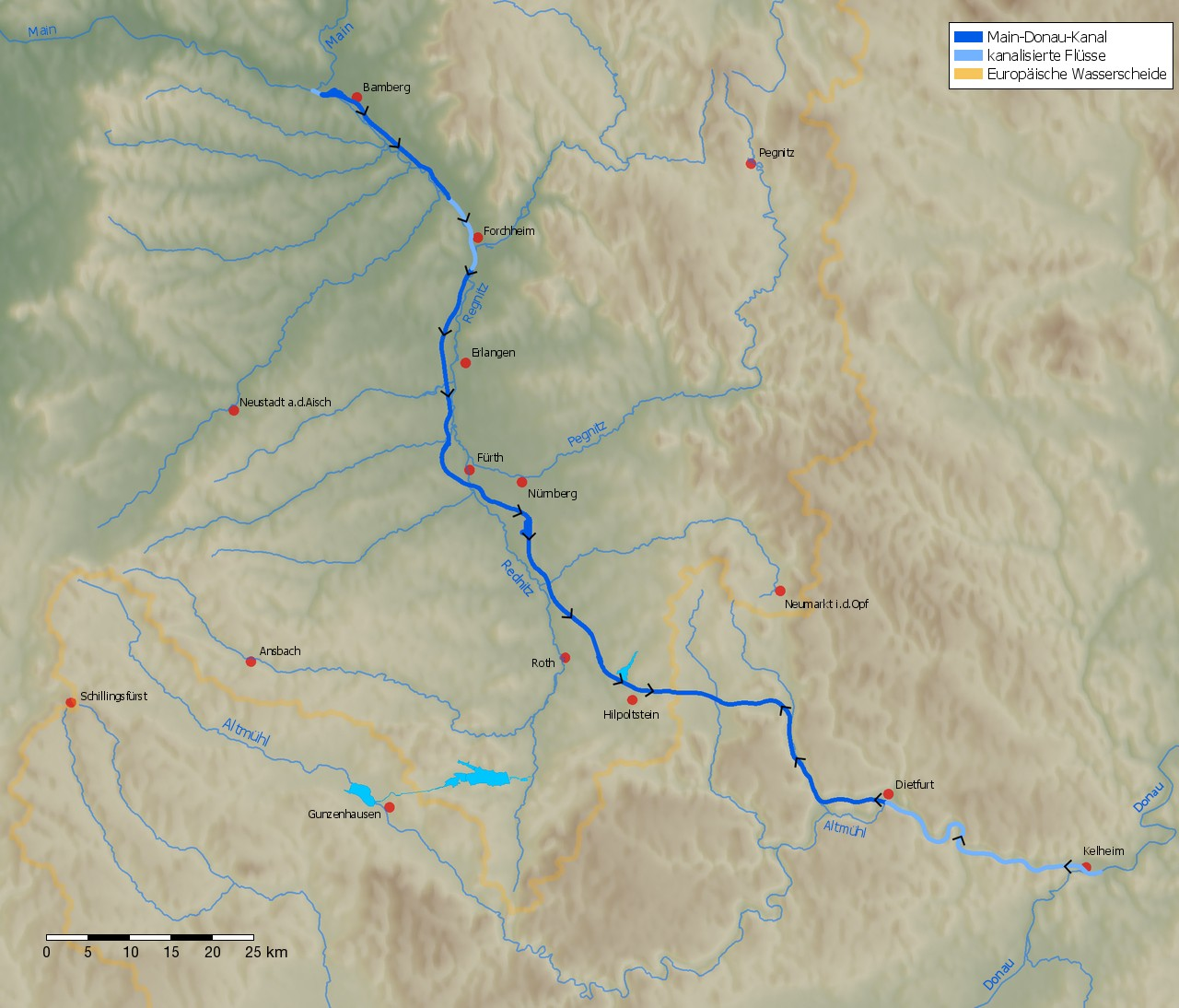
ライン・マイン・ドナウ運河。地図内の地名・凡例はドイツ語。
ライン・マイン・ドナウ運河
もとからあった河川を運河化した部分
ヨーロッパ分水界（Große Europäische Wasserscheide）の一部、ライン川とドナウ川の分水嶺地図内中ほどに（ニュルンベルク）の文字がみえる。

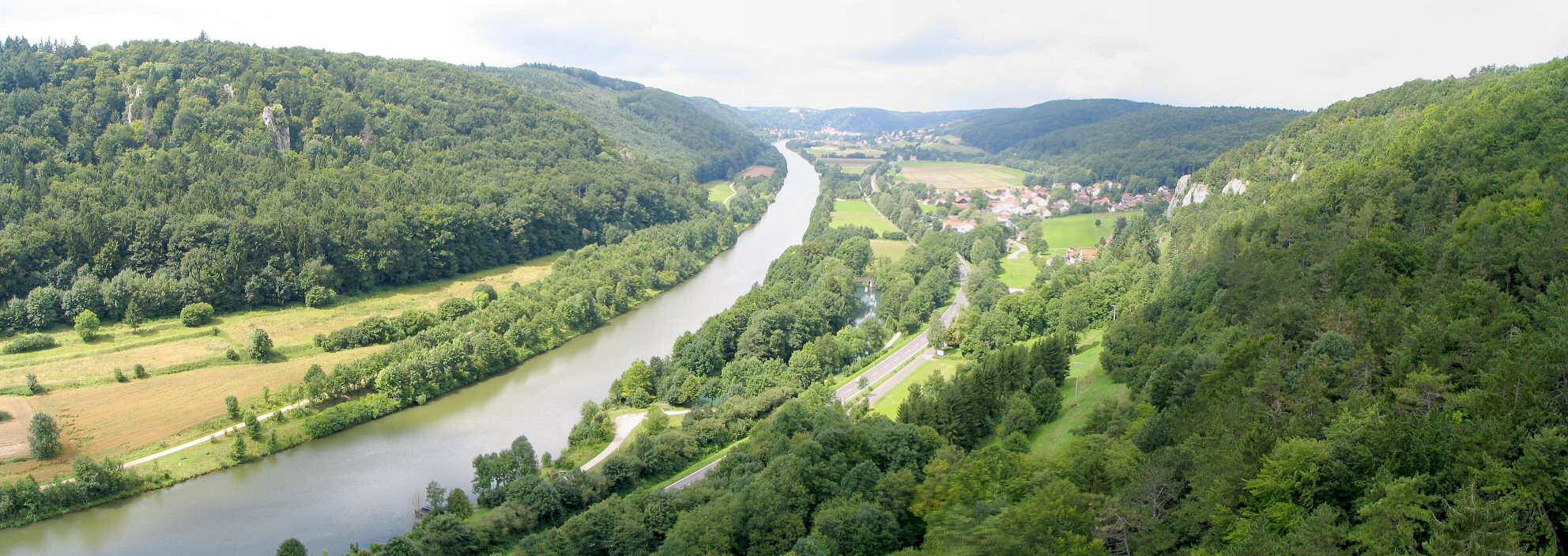
運河の一部を構成するバイエルン州ミッテルフランケン地方を流れるドナウ川の支流アルトミュール川。運河の開削に合わせてアルトミュール川の一部が運河として整備された。川の北岸のプルン城付近より西方、上流を向いて運河として整備された流路と河谷を望む景観。北岸、手前にプルン、奥にリーデンブルクがみえる。この地点より上流のディートフルト（Dietfurt）付近で左岸側（北側）からマイン川へ向かって開削された運河が分岐している。

ライン・マイン・ドナウ運河（ライン・マイン・ドナウうんが、ドイツ語:Main-Donau-Kanal）またはマイン・ドナウ運河は、ドイツ南部にある運河。

## 概要
バイエルン州にあり、ドナウ川とマイン川を結ぶものであり、マイン川を通じてライン川とも連絡している。この運河により、ヨーロッパを横断し、北海と黒海の水運が可能となった。
運河の全長は約171km。マイン川方向の標高差は175.1m、ドナウ川方向では67.8mあり、運河には通航用の多数の閘門が設けられている。また、自然に配慮した近自然河川工法が採用されている。

## 歴史
構想自体は8世紀からあったが、本格的な工事に着手したのは1921年のことである。初めに、両河川における水路の整備から開始された。戦争による中断などがあり、1960年から両河川間の運河本体の開削工事が開始された。完成は1992年のことである。

## 地理
北から、バンベルクの町でマイン川より別れるレグニッツ川で南に遡上しフォルヒハイムで運河に入り、エルランゲン・フュルト（ニュルンベルク）の町を経由し、分水嶺を越えてアルトミュールタール地方のディートフルトでアルトミュール川に合流し、ケールハイムでドナウ川に繋がる。